# Gymnocarpium robertianum
Gymnocarpium robertianum là một loài thực vật có mạch trong họ Woodsiaceae. Loài này được (Hoffm.) Newman miêu tả khoa học đầu tiên năm 1851.

## Hình ảnh

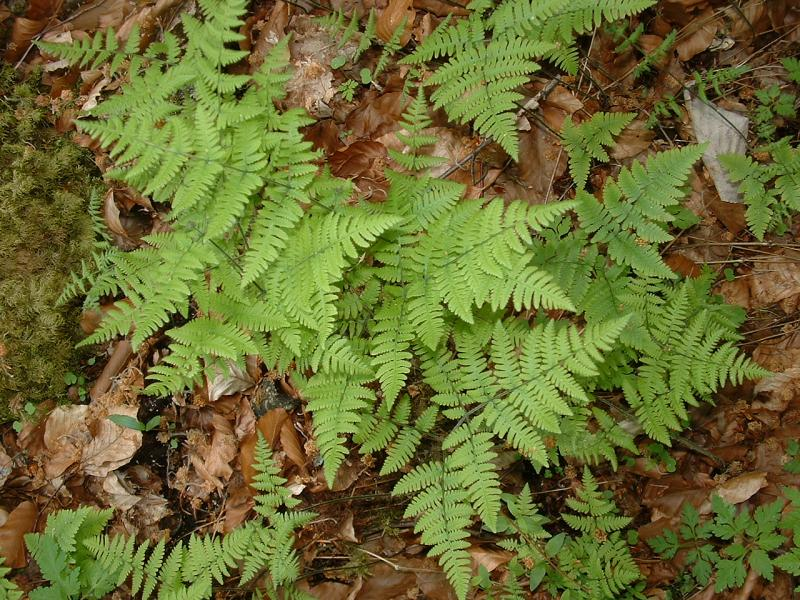
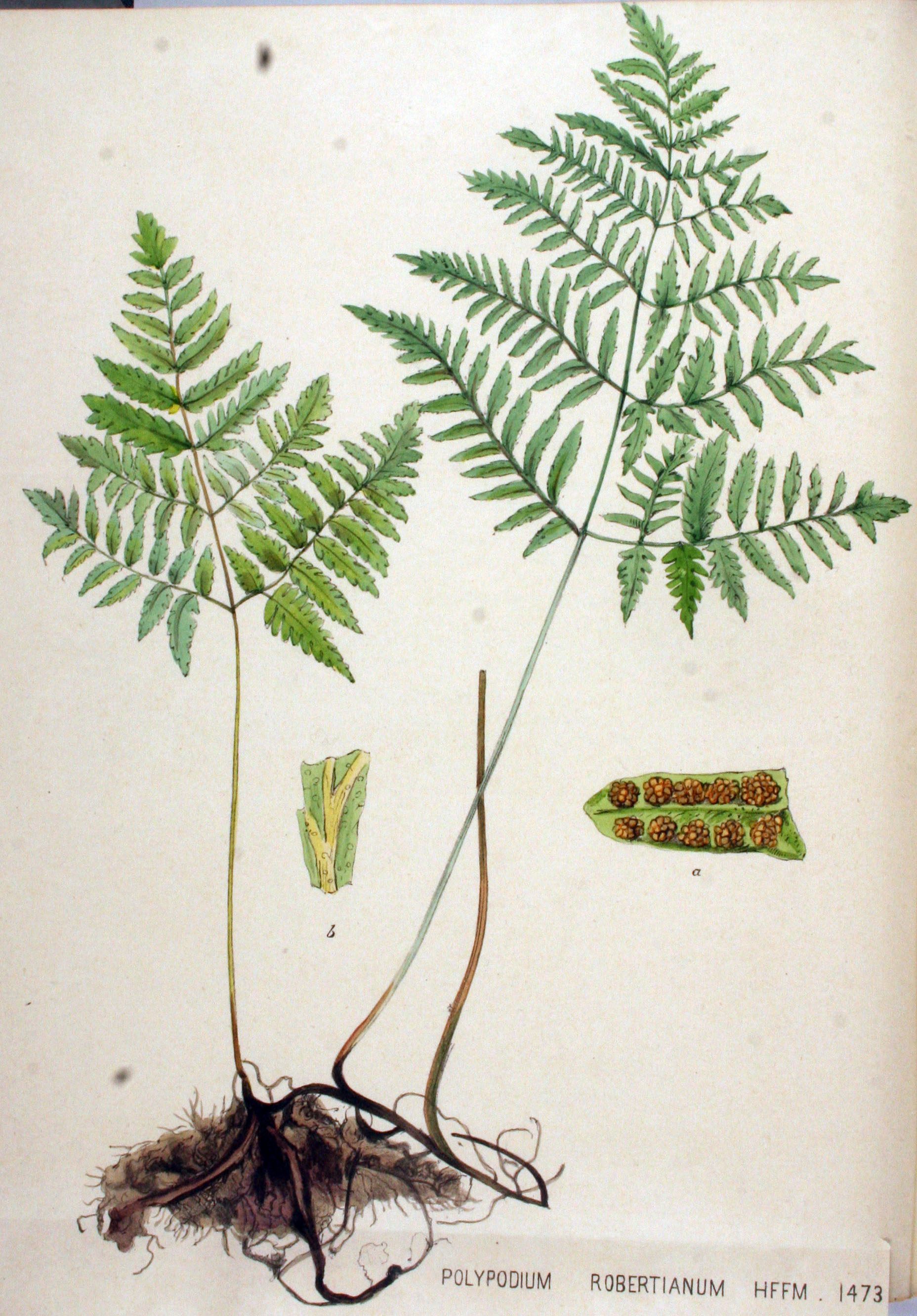
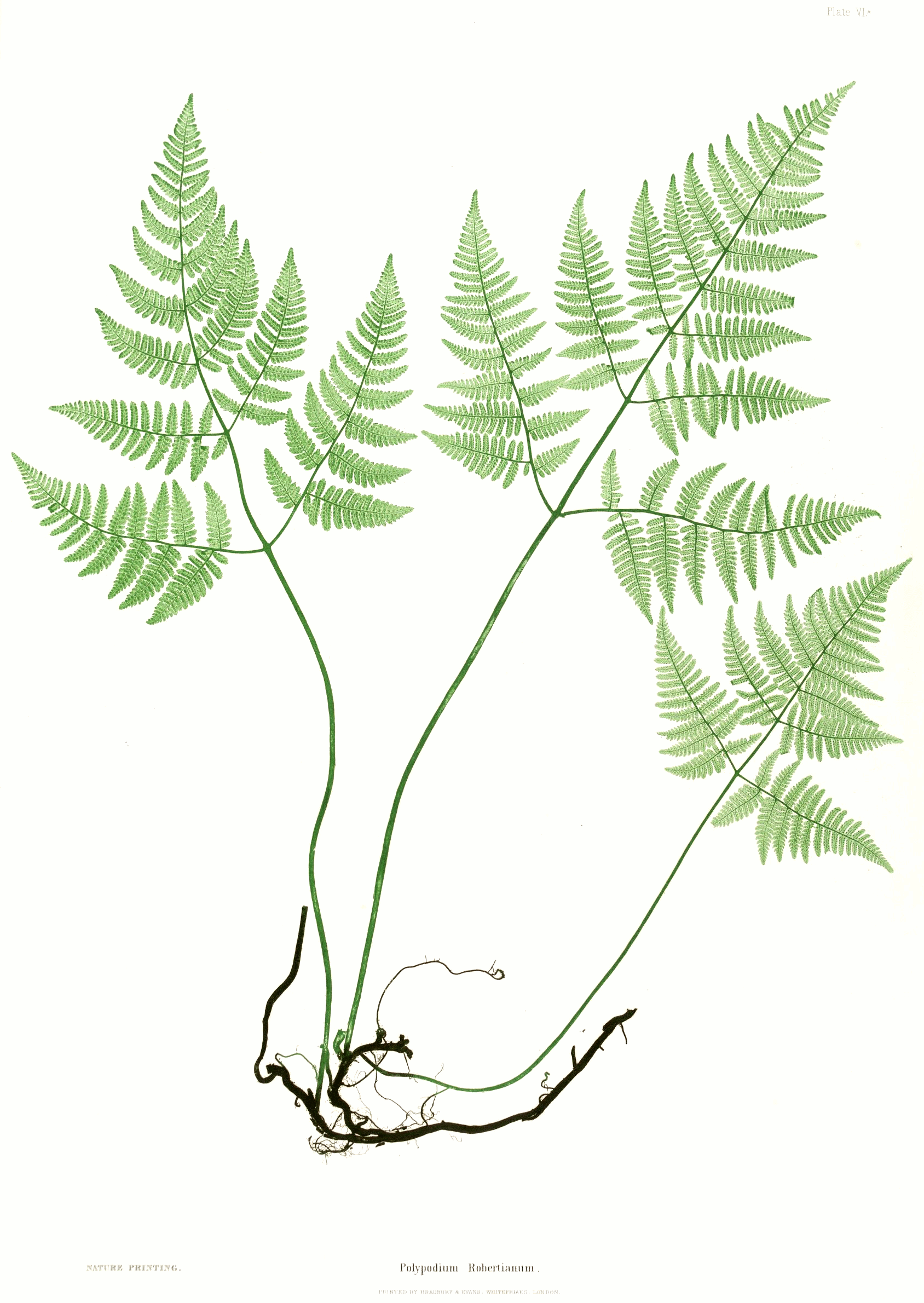
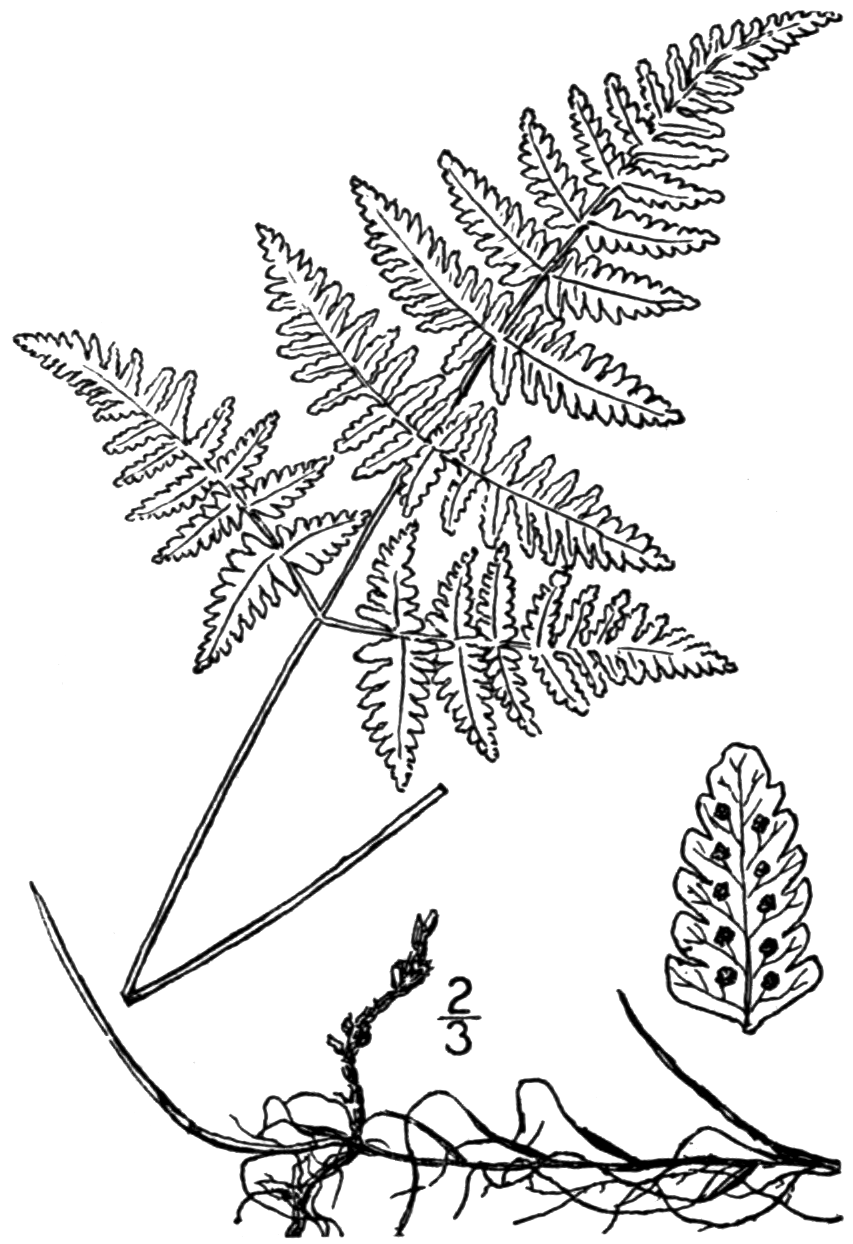